# 熊本県立水俣高等学校

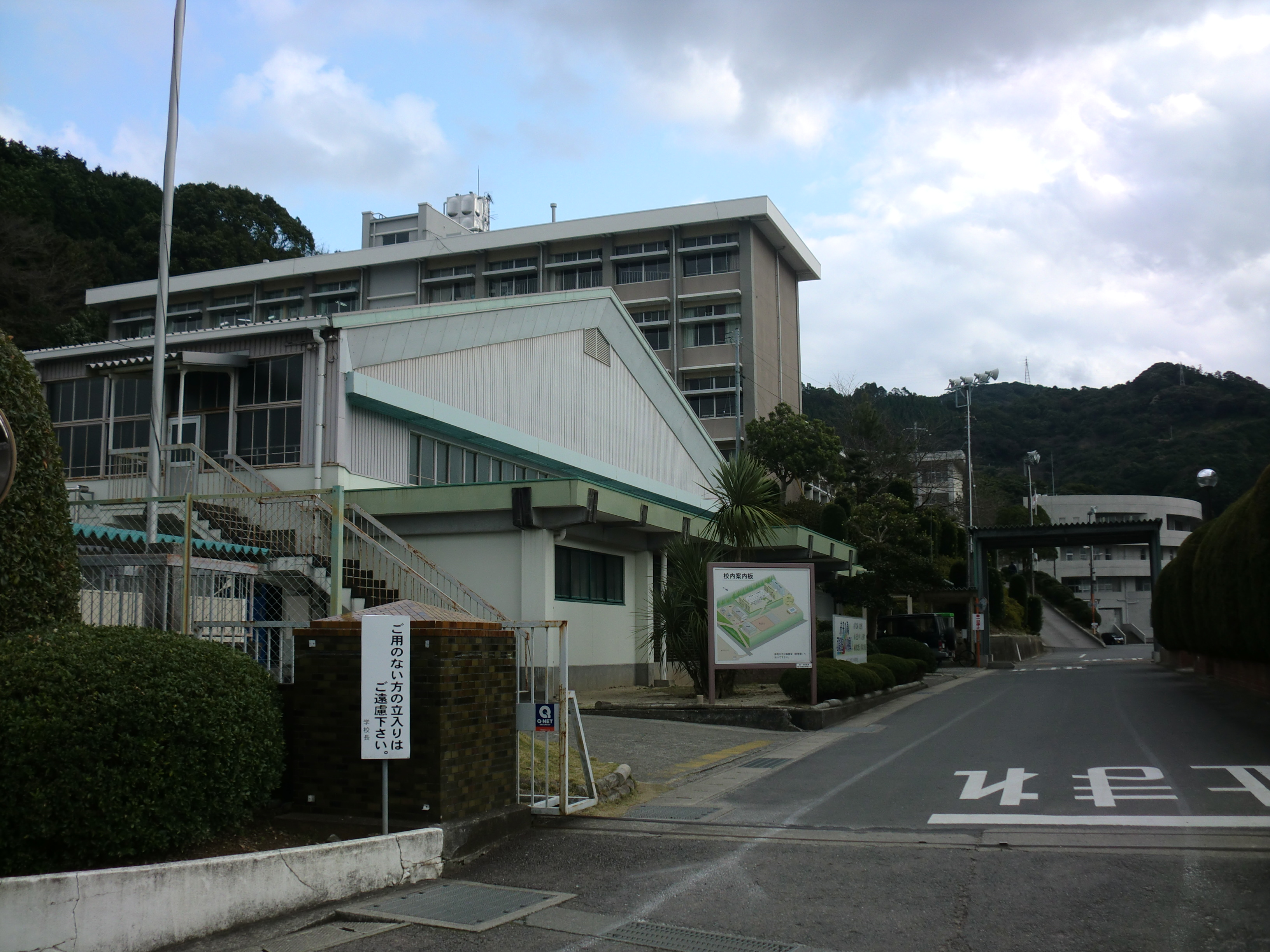
以前の水俣高等学校の正門（水俣市南福寺6番1号）

熊本県立水俣高等学校（くまもとけんりつ みなまたこうとうがっこう）は、熊本県水俣市洗切町にある公立高等学校。

## 沿革

### 熊本県立水俣高等女学校
- 1911年4月 - 水俣町立水俣女子実業補習学校創立（当時の水俣尋常高等小学校内に設置）
- 1917年4月 - 水俣町立水俣実科女学校になる
- 1923年4月 - 熊本県水俣実科高等女学校になる
- 1928年9月 - 敷地が水俣尋常高等小学校江添分校に移転
- 1938年4月 - 熊本県水俣高等女学校と改称
- 1939年9月 - 新校舎が落成し、現在の水俣市立水俣第一中学校の敷地に移転
- 1941年4月 - 熊本県に移管され、熊本県立水俣女学校に改める。

### 熊本県立水俣農工学校
- 1935年4月 - 水俣町立水俣実務学校発足（当時の水俣尋常高等小学校内に設置）
- 1936年9月 - 水俣町立水俣実務学校の新校舎が落成し、現在の水俣高等学校の敷地に移転
- 1945年5月 - 水俣町立熊本県水俣農工学校と改める
- 1945年9月 - 熊本県立水俣農工学校と改める

### 熊本県立水俣高等学校
- 1948年4月1日 - 旧熊本県立水俣高等女学校と旧熊本県立水俣農工学校を統合し、普通科、機械科、建築科を置く全日制総合高等学校として発足
- 1951年5月3日 - 定時制課程、1学級50名配置
- 1961年4月1日 - 機械科、建築科が分離独立（後に電気科を加え、熊本県立水俣工業高等学校発足）
- 1963年4月1日 - 商業科2学級100名併設
- 1997年 - 創立80周年
- 2007年 - 創立90周年
- 2014年3月1日 - 最後の卒業生を送り出し、閉校

### 新・熊本県立水俣高等学校
- 2012年 - 熊本県立水俣工業高等学校と統合し新生・熊本県立水俣高等学校が誕生。敷地は水俣工業高校を利用。

## スクールカラー
「萌黄(もえぎ)」

## 学科
- 普通科
- 商業科（全日制・定時制）
- 機械科
- 電気建築システム科(電気コース・建築コース)
- 半導体情報科

## 部活動
- 野球部
- サッカー部
- ハンドボール部
- 陸上部
- 硬式テニス部
- ソフトテニス部
- カヌー部
- 新体操(ダンス)部
- 男子バレーボール部
- 女子バレーボール部
- 男子バスケットボール部
- 女子バスケットボール部
- 男子バドミントン部
- 女子バドミントン部
- 剣道部
- 柔道部
- 空手部
- 卓球部
- 音楽部
- 吹奏楽部
- 茶道部
- 美術部
- インターアクト部
- 情報・会計部
- 生花部
- 書道部
- 文芸部
- 工作部

全国でも数少ない男子新体操部は数々の大会で上位を占めている。

## 主な卒業生
- 石牟礼道子 - 環境作家 (水俣実務学校時代)
- 西田弘志 - 前水俣市長（第18代目）